# Erich Holzinger
Erich Holzinger (* 22. Juni 1930 in Eferding; † 11. Dezember 2019 in Wels) war ein österreichischer Politiker (ÖVP) und Mühlenbauer. Er war von 1983 bis 1993 Mitglied des Bundesrates und im ersten Halbjahr 1993 dessen Präsident.

## Ausbildung und Beruf
Holzinger besuchte zwischen 1936 und 1940 die Volksschule und danach von 1940 bis 1944 eine Hauptschule. Ab 1945 absolvierte er die Fachschule für Maschinenbau an der Höheren Technischen Lehranstalt Linz und erlernte den Beruf des Mühlenbauers und Schlossers. 1949 schloss er seine Ausbildung ab. Noch im Jahr seines Ausbildungsabschlusses trat er in den elterlichen Betrieb ein, wobei er von 1960 bis 1967 als Betriebsleiter des Unternehmens wirkte. 1967 wurde er schließlich Inhaber der Firma Erich Holzinger, Maschinenfabrik, Mühlen- und Anlagenbau in Eferding. 1986 wurde ihm der Berufstitel Kommerzialrat verliehen.

## Politik und Funktionen
Holzinger begann seine politische Karriere in der Lokalpolitik und war ab 1961 als Gemeinderat in seiner Heimatgemeinde Eferding aktiv. Er wurde 1979 zum Stadtrat gewählt und hatte dieses Amt bis 1989 inne. Des Weiteren engagierte sich Holzinger im Österreichischen Wirtschaftsbund und war dort zwischen 1972 und 1992 Bezirksgruppenobmann des Österreichischen Wirtschaftsbundes Eferding. Von 1975 und 1992 übte er zudem die Funktion des Obmanns der Kammer der gewerblichen Wirtschaft der Bezirksstelle Eferding aus. In der Berufsvertretung wirkte er von 1981 bis 1990 als Sektionsobmann-Stellvertreter der Sektion Gewerbe und Handwerk der Kammer der gewerblichen Wirtschaft für Oberösterreich, danach war er von 1990 bis 1997 Sektionsobmann der Sektion Gewerbe und Handwerk der Wirtschaftskammer Oberösterreich. Außerdem hatte er ab 1972 den Vorsitz im Aufsichtsrat der Volksbank Eferding inne.
Holzinger vertrat die Österreichische Volkspartei zwischen dem 19. Mai 1983 und dem 30. Juni 1993 im Bundesrat und übte zwischen dem 1. Jänner 1993 und dem 30. Juni 1993 das Amt des Präsidenten aus.

## Auszeichnungen
- Großes Goldenes Ehrenzeichen mit dem Stern für Verdienste um die Republik Österreich (1993)[1]